# Vulcos
Vulcos (em latim: Vulci; em etrusco: Velch) foi uma importante cidade da Etrúria, cujas ruínas estão a 16 quilômetros do mar, entre Canino e Montalto di Castro, na província de Viterbo, na Itália. Foi escavada em 1956 e se descobriu vários cemitérios e grande rede de vias e muralhas. Surgiu no século VIII a.C. como uma vila da Cultura de Vilanova e nos séculos VII-IV a.C. floresceu, em especial como resultado do comércio, extração de minerais do monte Amiata e a manufatura de jarros e trípodes de bronze. No século VI a.C., era uma cidade-estado, mas após esse período perdeu parte de seu território à República Romana.